# Blog del Narco
Blog del Narco es un sitio web mexicano sobre la guerra contra el narcotráfico en México. MSNBC dijo que es "el sitio web de referencia para obtener información sobre la guerra contra el narcotráfico en México" ("Mexico's go-to Web site on postinformation on the country's drug war").
El Houston Chronicle comentó que el sitio es "un arenoso asiento de primera fila de la guerra contra el narcotráfico en México" ("a gritty, front-row seat to Mexico's drug war")
Cada día, el autor mantiene el sitio durante cuatro horas. En sus cuentas en las redes sociales tiene 230 mil seguidores en Twitter y 120 mil en la red social Facebook.